# Allmendingen bei Thun
Pour les articles homonymes, voir Allmendingen.
Allmendingen bei Thun est un ancien village devenu quartier périphérique de Thoune, dans le canton de Berne, qui compte près de 2200 habitants.

## Archéologie
À l’époque romaine, du 1er au 3e siècle après J.-C., Allmendingen était un centre religieux. En témoigne une inscription découverte en 1926. On y trouvait un petit temple gallo-romain, entouré d’un mur et accompagné d’une exploitation rurale.
Plusieurs exemplaires d’une hachette votive ont été découverts dans ce temple, d’où le nom générique de « hachette de type Allmendingen » donné à cet objet. Une septantaine d’instruments de ce genre ont été découverts en Suisse, dont un en 1984 dans le vicus gallo-romain de Lousonna près de Lausanne.

## Histoire
La première mention d’Allmendigen remonte à 1287. Jusqu’à la régularisation du cours de la Kander pour qu'elle se jette dans le lac de Thoune en 1714, la région était fréquemment inondée et les terres peu productives. Dès 1589, la communauté tire son eau potable du cours de la Kander, puis, depuis 1997, du Glütschbach.
Anciennement, Allmendingen faisait partie de la commune de Strättligen, qui a elle-même été intégrée en 1920 dans la ville de Thoune.
Vers le milieu du XIXe siècle le village comptait 800 habitants et s’étendait le long de la route principale en direction d’Amsoldingen et le long de la Wylergasse.  Le plus grand développement de ce quartier a eu lieu à partir du milieu du XXe siècle. Dans les années 1970 Allmendingen a vu se développer d’importantes zones artisanales.
Un terrain de golf est venu compléter les équipements sportifs dès 2001.

## Patrimoine bâti
La première école est construite en 1843, une deuxième est érigée en 1900. Ces bâtiments subsistent, mais ont été remplacés, dans leur fonction par une nouvelle école primaire, de 1964, par les architectes Roger et Pierre Baeriswyl.
L’église protestante a été construite en 1992 par Sylvia et Kurt Schenk.